# Rouvray-Sainte-Croix
Rouvray-Sainte-Croix è un comune francese di 150 abitanti situato nel dipartimento del Loiret nella regione del Centro-Valle della Loira.

## Società

### Evoluzione demografica
Abitanti censiti